# Таисс де Соуза, Эмедио
Эме́дио Таисс де Соуза (порт.-браз. Hemédio/Emédio Taiss de Souza; 3 мая 1914, Куритиба, штат Парана — 21 ноября 1996, Лондрина, штат Парана) — бразильский футболист, нападающий.

## Карьера
Эмедио начал карьеру в клубе «Ферровиарио», где выступал с середины 1930-х годов. В 1940 году Эмедио подписал контракт с клубом «Сан-Паулу». 11 мая он дебютировал в составе команды в матче с «Америкой» из Рио-де-Жанейро (5:6). В первом же сезоне форвард стал лучшим бомбардиром команды, забив 28 голов в 34 матчах. Среди прочего Эмедио уже в первом же сезоне забивал в ворота соперников из всех штатов Бразилии, став лишь 11-м игроком «Сан-Паулу», покорившим это достижение. Он же и во втором своём сезоне стал лучшим бомбардиром «Сан-Паулу», уже забив 15 мячей в 26 встречах. В следующем сезоне Эмедио покинул ряды клуба. 14 марта 1942 года он сыграл последнюю встречу в составе команды против «Палестры Италии» (1:1). Всего за клуб он провёл 63 матча и забил 43 гола. В том же году футболист перешёл в состав «Сантоса», где забил 7 голов в 11 матчах. Затем он выступал за «Коритибу», в составе которой забил 9 голов. Завершил карьеру Эмедио в 1948 году в родном «Ферровиарио».

## Достижения
- Чемпион штата Парана: 1937, 1938, 1944, 1948